# Pedro Herrera
Pedro María Herrera Sancristóbal (ur. 17 lipca 1959 w Bilbao) – hiszpański piłkarz występujący na pozycji pomocnika. W trakcie swojej kariery reprezentował barwy m.in. Salamanki, Realu Saragossa i Celty Vigo. Ojciec Andera Herrery. Od 1993 roku pełni funkcję sekretarza technicznego Realu Saragossa.

## Statystyki kariery
| Klub               | Sezon              | Liga               | Liga  | Liga   | Copa de la Liga | Copa de la Liga | Europa | Europa | Suma  | Suma   |
| Klub               | Sezon              | Liga               | Mecze | Bramki | Mecze           | Bramki          | Mecze  | Bramki | Mecze | Bramki |
| ------------------ | ------------------ | ------------------ | ----- | ------ | --------------- | --------------- | ------ | ------ | ----- | ------ |
| UD Salamanca       | 1981/82            | Segunda División   | 37    | 4      | –               | –               | –      | –      | 37    | 4      |
| Real Saragossa     | 1982/83            | Primera División   | 34    | 6      | 6               | 1               | –      | –      | 40    | 7      |
| Real Saragossa     | 1983/84            | Primera División   | 30    | 4      | 2               | 0               | –      | –      | 32    | 4      |
| Real Saragossa     | 1984/85            | Primera División   | 30    | 4      | 1               | 0               | –      | –      | 31    | 4      |
| Real Saragossa     | 1985/86            | Primera División   | 26    | 3      | 6               | 0               | –      | –      | 32    | 3      |
| Real Saragossa     | 1986/87            | Primera División   | 25    | 1      | –               | –               | 4      | 0      | 29    | 1      |
| Real Saragossa     | 1987/88            | Primera División   | 10    | 0      | –               | –               | –      | –      | 10    | 0      |
| Celta Vigo         | 1988/89            | Primera División   | 19    | 3      | –               | –               | –      | –      | 19    | 3      |
| Ogólnie w karierze | Ogólnie w karierze | Ogólnie w karierze | 211   | 25     | 15              | 1               | 4      | 0      | 230   | 26     |

## Sukcesy
- Puchar Króla (1): 1985/86